# Lijst van uitdrukkingen en gezegden K-O
Hieronder staat een lijst van uitdrukkingen en gezegden met steekwoorden die beginnen met een letter in de serie K-O.
| Spreekwoorden       |
| A-E F-J K-O P-U V-Z |

| Uitdrukkingen en gezegden |
| A-E F-J K-O P-U V-Z       |

## kaars
Als een nachtkaars uitgaan.
In een gestaag tempo minder worden en eindigen.

De duivel houdt de kaars.
De duivel bemoeit zich ermee.

Een kaars voor de duivel branden.
Bij iedereen slijmen.

Iemand met een kaarsje kunnen doorlichten.
Gezegd van iemand die zeer mager en bleek is.

In de kaars vliegen.
Het slachtoffer zijn van zijn eigen lichtzinnigheid; gevat worden.

Met een kaarsje naar iets moeten zoeken.
Zoeken naar iets dat moeilijk te vinden is.

Om de kaars vliegen.
Zich onvoorzichtig blootstellen (aan gevaar).

Zijn kaars aan twee kanten branden.
Door roekeloze verspilling zijn krachten voortijdig opgebruiken.

Zijn kaars brandt in de pijp.
Hij nadert het einde van zijn leven.

Zo recht als een kaars.
Zeer recht van gestalte, zeer rechtop.

## kaart
Alles op één kaart zetten.
Zijn geluk van een enkele handeling laten afhangen.

De kaarten liggen (nu) anders.
De toestand is veranderd. De partijen staan er anders voor.

Een doorgestoken kaart.
Er is heel duidelijk iets mis! Hier is getracht om iemand te laten geloven dat er bij toeval iets gebeurt, terwijl het in feite van tevoren gearrangeerd is.

Iemand in de kaart kijken/zien.
De geheime plannen of bedoelingen van iemand doorzien.

Iets in kaart brengen.
Een overzicht van iets geven.

In de kaart van de tegenpartij spelen.
Onbedoeld de plannen van de tegenpartij bevorderen.

Je kaarten op tafel leggen.
Laten weten over welke middelen je beschikt om iets gedaan te krijgen.

Je in je kaart laten kijken.
Meestal onopzettelijk een ander inzicht geven in je bedoelingen.

Kaart op tafel spelen.
Eerlijk zeggen wat je bedoeling is. Niets verbergen.

Op de kaart zetten.
Gemaakt tot iets waar rekening mee gehouden wordt. Bijvoorbeeld in "het baanbrekende werk van deze arts heeft onze oogkliniek op de kaart gezet".

Open kaart spelen. / Met open kaart spelen.
Eerlijk zeggen wat je bedoeling is. Niets verbergen.

Van de kaart vegen.
Geheel vernietigen of volledig uitroeien.

Van de kaart zijn.
De kluts kwijt zijn.

Zijn kaarten op iets zetten.
Van iets zijn doel maken. Iets willen bereiken.

Zijn kaarten op tafel leggen/blootleggen
Openlijk tonen wat zijn bedoelingen en mogelijkheden zijn.

## kaas
De boter en de kaas te dik gesneden hebben.
Alles opgemaakt hebben.

Ergens kaas aan hebben.
Zich ergens niet om bekommeren.

Er geen kaas van hebben gegeten.
Er geen verstand van hebben.

Zich de kaas van het brood laten halen/eten.
Zich laten ontnemen waarop men recht heeft.

## kaf
Het kaf van het koren scheiden.
Hoofd- van bijzaken scheiden.

## kalf
Als de kalveren op het ijs dansen.
Dat dat nooit gaat gebeuren.

Het gouden kalf aanbidden.
Rijkdom beschouwen als het hoogste goed.

De dans om het gouden kalf.
Het streven om rijk te worden.

## kan
Het/alles is in kannen en kruiken.
Het is allemaal voor elkaar.

## kanon
Met een kanon op een mug schieten.
Overdreven zware maatregelen nemen.

## kapitein
Geen twee kapiteins op één schip.
Er moet maar één persoon de leiding hebben, anders gaat het niet goed.

## kast
Van het kastje naar de muur sturen.
Steeds weer naar een andere instantie of loket doorsturen, zonder iemand werkelijk te helpen.

Iemand op de kast jagen.
Iemand zijn goede humeur doen verliezen door plagen.

Uit de kast komen.
Voor je [seksuele] geaardheid uitkomen.

## kastanje
Voor iemand de kastanjes uit het vuur halen.
Riskante of onaangename dingen moeten doen om problemen voor een ander op lossen.
Dit gezegde verwijst naar de fabel De aap en de kat, toegeschreven aan Aesopus. De aap en de kat zitten voor het vuur, waarin kastanjes liggen te poffen. Met wat vleiende woorden krijgt de aap de kat zover de kastanjes uit het vuur te halen. De aap eet vervolgens de kastanjes op, maar de kat, die zijn poten heeft gebrand, krijgt niets.

## kat
Als een kat in een vreemd pakhuis.
Voelt zich niet op zijn gemak.

Als de kat om de hete brij (draaien).
Graag willen, maar niet weten hoe een zaak aan te pakken.

De kat uit de boom kijken.
Een afwachtende houding aannemen.

De kat op het spek binden.
Iemand in verleiding brengen.
(Vermenging van twee oudere gezegden: 1) Men moet de kat niet bij het spek zetten = iemand niet in verleiding brengen; en 2) Als men de kat op 't spek bindt wil hij er niet van vreten = men moet iemand de nodige vrijheid laten om te doen wat hij overigens graag zou doen.)

De kat bij de melk (het spek, de kaas) zetten.
Iemand in verleiding brengen.

De kat de bel aanbinden.
Een moeilijke of gevaarlijke opdracht beginnen; mistoestanden melden.
Dit gezegde verwijst naar de fabel De kat en de muizen, soms toegeschreven aan Aesopus. De muizen besluiten dat het tijd is om de kat een bel om te doen, zodat ze hem kunnen horen aankomen. Maar als het erop aankomt durft geen van de muizen het plan uit te voeren, en de situatie blijft zoals die was.

Een kat in de zak kopen.
Een miskoop doen. (Zie verder: Wisseldaalder.)

Geen katje om zonder handschoenen aan te pakken.
Die weet best van zich af te slaan.

Die is niet voor de poes.
Die moet als tegenstander niet onderschat worden.

De kat in 't donker knijpen.
In het geheim doen wat het daglicht niet verdraagt.

Zijn kat sturen.
Niet komen opdagen.

Er was geen kat.
Er was niemand.

Dat loopt uit op katjesspel.
Plagerij of spel dat op ruzie of erger uitloopt. (Zoals het spel van of met katten vaak op krabben uitloopt.)

## kattenkwaad
Kattenkwaad uithalen.
Kwajongensstreken.

## Keulen
Keulen en Aken zijn niet op één dag gebouwd.
Een groot project kost tijd, niet alles komt ineens. (Keulen en Aken zijn twee steden met beroemde kathedralen.)

Kijken of je het in Keulen hoort donderen.
Aan je gezicht zichtbaar laten zijn dat je zeer verbaasd bent / er niets van begrijpt.

Op dat mes kun je naar Keulen rijden.
Dat mes is erg bot.

## kerfstok
Heel wat op zijn kerfstok hebben.
Veel dingen misdaan hebben.
(Afgeleid van het gebruik om schulden bij een café te registreren door kerfjes in een stok te snijden.)

## kerk
In de kerk geboren zijn.
De buitendeur open laten staan.

De kogel is door de kerk.
Er is een beslissing genomen.

Voor het zingen de kerk uit.
Coitus interruptus.

## Kermis
Kermis in de hel.
Het regent terwijl de zon schijnt.

## kers
Als kers op de taart.
Iets extra's toevoegen.

## ketter
Vloeken als een ketter.
Zeer grondig vloeken.

Zuipen als een ketter.
Erg veel (alcoholische drank) drinken.

Roken als een ketter.
Erg veel roken.

Ketters wonen het dichtst bij de paus.
De beste vrienden van een machtig man zijn vaak zijn grootste vijanden.

Dat maakt van Jezus nog een ketter.
Dat is zelfs bij de meest integer mens een schanddaad.

## kind
Het kind van de rekening worden.
Het slachtoffer worden.

Het kind met het badwater weggooien.
Samen met het slechte ook het goede wegdoen.

Er geen kind aan hebben.
Geen lastpost.

Een kind kan de was doen.
Iets gaat heel makkelijk.

Kind noch kraai hebben.
Geen nazaten of andere familieleden hebben, alleen rekening moeten houden met zichzelf.

Een kinderhand is snel gevuld.
Men is snel tevreden.

Een ondergeschoven kindje zijn.
Iets of iemand is miskend. Zie Bedstede voor de letterlijke betekenis.

## kip
De kip met de gouden eieren slachten.
Ten behoeve van een gering kortetermijnvoordeel een eind maken aan iets dat een groot voordeel zou hebben opgeleverd voor de lange termijn.

Kip, ik heb je.
Ziezo, dat is gelukt.

Geen kip meer kunnen zeggen.
 Zoveel hebben gegeten dat je niets meer kan eten. Volkomen verzadigd.

Er als de kippen bij zijn.
Ergens snel bij zijn, m.n. om een voordeel te behalen.

Met de kippen op stok gaan.
Vroeg naar bed gaan.

Kip zonder eieren.
Politieman.

Als een kip zonder kop.
Ondoordacht.

Lees voor kip konijn.
Aangeven dat de gemaakte plannen op het laatste moment toch nog gewijzigd zijn.

Kippig zijn.
 Aangeven dat iemand bijziend is.

Er is geen kip (te zien).
Er is niemand (te zien).

Zich kiplekker voelen.
Zich erg lekker voelen.

Van een kale kip kun je niet plukken.
Van een arm persoon kan je geen geld krijgen.

## klaar
Ergens mooi klaar mee zijn.
Een probleem hebben.

Ergens helemaal klaar mee zijn.
Ergens schoon genoeg van hebben.

## Klaas
Een houten Klaas.
Een houterig, zich onhandig bewegend persoon.

## klad
De klad zit er in.
Het gaat niet goed.

## kleding
Dat gaat je niet in de kouwe kleren zitten.
Dat is heel ingrijpend. Daar ben je niet snel overheen (bv. een traumatische ervaring).

## klein
Op de kleintjes letten.
Zuinig zijn. Ook de kleine uitgaven proberen terug te dringen.

## klets
Van de klets-klets zijn.
Homoseksueel zijn.

## kleur
Hij oordeelt als een blinde over kleuren.
Oordelen zonder enig inzicht.

Iets in geuren en kleuren vertellen.
Iets zeer uitvoerig en gedetailleerd vertellen.

Hij schijt zeven kleuren bagger.
Hij is erg bang.

Kleur bekennen.
Bekend laten worden welke mening of welk belang men heeft.

## klok
De klok wel hebben horen luiden, maar niet weten waar de klepel hangt.
Ergens oppervlakkig weet hebben zonder er werkelijk verstand van te hebben.

Iets aan de grote klok hangen.
iets wat enkelen betreft in de openbaarheid brengen.

## klomp
Iets met zijn klompen aan voelen.
Iets heel duidelijk voelen. Bijvoorbeeld: "Met je klompen aan kun je voelen, dat ze hem niet als gelijke accepteren". Dus niet: "Met je klompen kun je aanvoelen..."

Nu breekt mijn klomp.
Dit had ik niet verwacht.

Met de klompen op het ijs komen.
Met de klompen in het gelag komen.
Beide: Onvoorzichtig handelen, zich wagen op een terrein, waar men niet thuis hoort, zich op domme wijze verpraten.

Met de klompen van het ijs blijven.
Zich met iets niet inlaten.

Zijn klompen wegbrengen.
Naar huis gaan.

Zijn klompen wegzetten.
Sterven.

Dat zal mijn klomp niet roesten.
Ik maak me er niet druk om; het kan mij niet schelen.

Dat heb ik nog nooit op een klomp horen spelen.
Dat is al te gek.

## kluit
Met een kluitje in het riet sturen.
Afpoeieren.

## kluts
De kluts kwijt zijn.
Helemaal in de war zijn.

## knikkers
Het gaat om de knikkers.
Het resultaat van de wedstrijd is het belangrijkst.

## knie
Het probleem onder de knie hebben.
Het probleem is opgelost.

Over de knie leggen.
Een pak slaag geven.

Door de knieën gaan.
Ergens met tegenzin mee akkoord gaan.

## knip
Geen knip voor zijn neus waard zijn.
Niets waard zijn.

De hand op de knip houden.
Zuinig zijn.

## knollen
Knollen voor citroenen verkopen.
Oplichterij.

De knollen op hebben.
Uitgeput zijn.

Weer in zijn knollentuintje zijn.
Als in: "hij zit weer in zijn knollentuintje." Hij praat weer over zijn favoriete onderwerp.

## knoop
De knoop doorhakken.
Een beslissing forceren. (Afgeleid van het verhaal van de gordiaanse knoop.)

## knuppel
De knuppel in het hoenderhok gooien.
Opschudding veroorzaken met een voorstel of uitspraak, met de bedoeling om een discussie op gang te brengen, of veranderingen op gang te brengen.

## koe
Oude koeien uit de sloot halen.
Reeds afgedane kwesties uit het verleden opnieuw ter sprake brengen.

De koe bij de horens vatten.
Actief beginnen met de oplossing van een bepaald probleem (bijvoorbeeld doordat zich een gebeurtenis voordoet die een extra impuls geeft om nu actie te ondernemen).

De auto is voor velen een heilige koe.
Iets heiligs, waar je niet aan mag komen.

Over koetjes en kalfjes praten.
Over van alles en nog wat praten.

Hoe een koe een haas vangt.
Een oplossing voor een schijnbaar onmogelijk oplosbaar probleem.

Een waarheid als een koe.
Onbetwistbaar feit.

## koek
Een koekje van eigen deeg gepresenteerd krijgen.
Het slachtoffer worden van een streek, op dezelfde wijze als men voorheen anderen een streek leverde.

Het is niet koek en ei.
Er ontbreekt iets aan de situatie.

Dat is andere koek.
Dat is wezenlijk beter. (Ook gebruikt als reclame-uiting)

De koek is op.
Op is de koek, en weg zijn de dubbeltjes.
Het maximaal haalbare is bereikt, meer zit er niet in.

Kletskoek.
Lariekoek.
Lulkoek.
Onzin.

## koets
Uit de koets stappen.
Overlijden.

## koffiedik
Zo helder als koffiedik zijn.
Geheel onbegrijpelijk zijn.

Koffiedik kijken.
Het niet kunnen voorspellen of inschatten. Het lezen van koffiedik is een van de vele vormen van waarzeggerij; de vorm van de koffiedrab die achterblijft in een kopje zou iets vertellen over de persoon die eruit gedronken heeft.

## koker
Uit eigen koker komen.
Zelfbedacht of -gemaakt hebben.

## kolen
Op hete kolen zitten.
Ongeduldig wachten.

Kolen naar Newcastle dragen.
Nutteloos werk verrichten.

## kool
Groeien als kool.
Verbazingwekkend snel groeien.

## koop
Te koop lopen/staan.
Er bespottelijk uitzien.

Er niet mee te koop lopen. 
Erover zwijgen. 

## kop
Iemand een kopje kleiner maken.
Iemand vermoorden.

Je kop houden.
Stil zijn, niet praten.

Je kop erbij houden.
Blijven opletten, aandacht vasthouden.

Je kop in het zand steken.
Doen alsof iets (een probleem) er niet is.

Kop op!
Houd moed!

Zich wel voor de kop kunnen slaan.
Kwaad zijn op zichzelf over het feit dat men ergens niet aan gedacht heeft.

Een bord voor je kop hebben.
Je van niemand iets aantrekken.

De kop is eraf.
Er is een begin gemaakt.

## koper
Een koperen bruiloft.
Een 12½-jarig huwelijk.

Hij is voor zijn roodkoperen.
Oud Haags voor: Het is allemaal piekfijn in orde.

Van koper blijf je proper en van ijzer word je niks wijzer.
koper is veel waard, ijzer niet.

## koren
Dat is koren op zijn molen.
Dat komt hem goed uit.

## kost
Koste wat kost.
Hoe dan ook. (Ook wel: coûte que coûte.)

Je zult ze maar de kost moeten geven.
Het zijn er veel (mensen).

Wat doe je voor de kost?
Hoe verdien je je geld?

## kostganger
Onze lieve heer heeft vreemde kostgangers.
Er bestaan nu eenmaal merkwaardige mensen.

## krent
De krenten uit de pap halen.
De meest aantrekkelijke gedeelten voor zichzelf bestemmen, bijvoorbeeld de meest interessante taken uit een omvangrijk werk.

Een krent.
Een gierig persoon.

Op zijn krent zitten.
Niets uitvoeren.

## krokodillentranen
Krokodillentranen huilen.
Verdriet veinzen. Doen alsof je verdriet hebt.
(Een soortgelijke uitdrukking is in het Maleis te vinden, namelijk air mata buaya.)

## krijt
In het krijt staan.
Een geldschuld hebben.
(Herkomst: de winkelier of waard schreef de schuld van een klant in het krijt op een lei.)

Met dubbel krijt schrijven.
Te veel berekenen.

## kuierlatten
De kuierlatten nemen
Er (lopend/rennend) vandoor gaan. De benen nemen.
Ook: kuierlat = wandelstok

## kunst
Met kunst- en vliegwerk.
Niet volgens de normale gang van zaken.

Oefening baart kunst.
Door oefening verkrijgt men vaardigheid.

## kwartje
Het kwartje is gevallen.
Hij heeft het begrepen.

## laan
De laan uitgestuurd worden.
Ontslagen worden.

## laars
Aan je laars lappen.
Geen notitie nemen van regels, wet of voorschriften.

## lachen
Hij lacht als een boer die kiespijn heeft.
Hij lacht, maar het is zichtbaar dat hij niet echt blij is.

Lach als je begraven wordt.
Dat is geen reden om te lachen.

De lachende derde.
Persoon die buiten een conflict staat, maar profiteert van de uitkomst.

In zijn vuistje lachen.
Stiekem lachen.

## laken
De lakens uitdelen.
De werkelijke macht in handen hebben.

Van hetzelfde laken een pak.
Dezelfde soort aanpak of respons. (Laken duidt hier niet op beddengoed, maar op een soort wollen stof).

## lamp
Tegen de lamp lopen.
Betrapt worden, gesnapt worden.

Iets met een lampje moeten zoeken.
Iets zoeken waar maar weinig van is.

## land
Het land hebben aan iets of iemand.
Een hartgrondige afkeer hebben.

Er is geen land met hem te bezeilen.
(Zie Zeilen.)

## lariekoek
Dat is lariekoek.
Dat heeft iemand verzonnen.

## lat
De lat hoog leggen.
Moeilijk haalbare doelen stellen.

## Latijn
Aan het eind van zijn Latijn zijn.
Uitgeput zijn. Al zijn ideeën voor oplossingen uitgeprobeerd hebben.

Visserslatijn.
Grootspraak.

## leergeld
Leergeld betalen.
Een fout maken die een gevoelig verlies (materieel of immaterieel) oplevert, en die men daardoor niet gauw weer zal maken.

## leeuw
Vechten als een leeuw.
Met grote inzet proberen een bepaald doel te bereiken.

Het leeuwendeel.
Het grootste deel.

## lei
Met een schone lei beginnen.
Opnieuw mogen beginnen, zonder dat misstappen uit het verleden nog zichtbaar zijn.
(Een lei is een schrijfplankje dat steeds kan worden schoongewist).

Van een leien dakje gaan.
Bijzonder vlot en zonder problemen verlopen. (Meestal gebruikt met niet: "Het ging niet van een leien dakje". Leisteen vormt een tamelijk gladde dakbedekking, waarlangs iets snel naar beneden kan glijden.)

## Leiden
Zich er met een Jantje van Leiden van af maken.
Een taak slordig uitvoeren, zonder er zijn best voor te doen.
(Afgeleid van Jan Beukelszoon (1509-1536), ook Jan van Leiden genoemd, uit Leiden, een van de leidende figuren van de Wederdopers. Hij stond bekend om zijn mooipraterij en ontwijkende praatjes.)

Dan is Leiden in last.
Dan zijn er problemen!

## les
Iemand de les lezen.
Een standje uitdelen.

Hij heeft zijn lesje wel geleerd.
Die fout maakt hij niet weer.

## leugen
Een leugentje om bestwil.
Een leugen met een goede bedoeling.

Niet in zijn eerste leugen gestikt zijn.
Al vaker gelogen hebben.

## leven
Het levenslicht zien.
Geboren worden.

Leven als God in Frankrijk.
Een heerlijk leven.

Een leventje als een luis op een zeer hoofd.
Een heerlijk leventje.

Leven in de brouwerij brengen.
Zorgen voor actie, plezier.

## Libanon
Ook de ceders van Libanon worden afgehouwen.
Ook heilige dingen vergaan.

## licht
Het licht zien.
Begrijpen wat men daarvoor nog niet begreep.

Geen groot licht zijn.
Niet al te slim zijn.

Iemand het licht in de ogen niet gunnen.
Erg jaloers zijn.

Zo snel als het licht.
Heel snel.

Het licht doen zien.
Publiceren.

Nu komt er licht in de duisternis.
Nu komt er een oplossing.

## liefdewerk
Liefdewerk oud papier.
Vrijwilligerswerk. "Liefdewerk 'Oud Papier'" was een katholieke vrijwilligersorganisatie, opgericht aan het einde van de 19e eeuw. Zie liefdewerk.

## lier
De lier aan de wilgen hangen.
Het opgeven. Ontleend aan de Bijbel, Psalm 137:1-2, waarin de joodse ballingen weigeren voor hun onderdrukkers te musiceren, met de woorden "Wij zaten aan Babels rivieren en huilden als we dachten aan Sion. Aan de wilgen daar hingen wij onze lieren".

## lift
De economie zit in de lift.
De economie groeit.

## lijk
Over lijken gaan.
Een doel willen bereiken zonder oog voor ethiek of moraal.

Een lijk in de kast.
Een onaangename iets dat is achtergelaten door een vorige eigenaar of bestuurder; iets dat verborgen had moeten blijven.

Over mijn lijk.
Ik zal mij daar met alle kracht tegen verzetten.

## lijn
Aan het lijntje houden.
Niet eerlijk zeggen dat men iemand niet zal helpen, maar steeds met een smoesje laten wachten.

Zijn lijn vasthouden.
Voortgaan volgens de vanaf het begin gehanteerde aanpak.

Zachtjes aan, dan breekt het lijntje niet.
Handel voorzichtig, dan mislukt het niet.

In grove lijnen.
Met vooral aandacht voor de hoofdzaken.

In lijn zijn met.
Consistent zijn met, conform zijn met, niet afwijkend zijn van.
Bijvoorbeeld: 'Het optreden van de politie was in lijn met de eerder daarover gemaakte afspraken.' 

Een lijntje trekken.
Cocaïne snuiven.

## lik
Lik op stuk krijgen/geven.
Afgestraft worden/afstraffen.

## Lillo
Van Lillo komen.
Je dom houden.
(Volgens de overlevering vindt dit gezegde zijn oorsprong in het (ontkennende) gedrag van de inwoners van Fort Lillo na een aan hen toegeschreven roofoverval op een boerderij te Waarde in 1579.)

## links
Iets links laten liggen.
Ergens geen aandacht aan geven.

## lint
Door het lint gaan.
Door woede je emoties niet (meer) onder controle kunnen houden.

## lip
Het water stijgt hem tot de lippen.
Hij heeft extreem grote problemen.

## loef
Iemand de loef afsteken.
In een concurrentiesituatie, iets doen waardoor je in een betere positie dan de ander komt.

## lont
Lont ruiken.
Argwaan krijgen.

Een kort lontje hebben.
Gemakkelijk kwaad worden.

## lood
Dat is lood om oud ijzer.
Dat komt op hetzelfde neer; dat brengt geen werkelijke verbetering.
(Uit de tijd dat lood en oud ijzer hetzelfde waard waren)

Het loodje leggen.
Overlijden.

De laatste loodjes wegen het zwaarst
Het slot kost de meeste moeite.

Iemand vol lood pompen.
Iemand genadeloos neerschieten.

Loodrecht.
recht of haaks staan (of hangen).

Uit het lood (staan).
Niet recht of haaks staan.

Uit het lood geslagen worden.
Verbijsterd worden, niet meer weten wat te zeggen.

Met lood in de schoenen.
Met grote tegenzin.

## lucht
Dan liever de lucht in.
Een uitspraak die wordt toegeschreven aan Van Speijk toen zijn schip in 1831 op de Schelde bij Antwerpen door de Belgen dreigde te worden veroverd. Liever dan dat, gooide hij zijn brandende sigaar in het kruit, zodat het schip ontplofte. De kreet werd later gebruikt voor reclame- en promotiedoeleinden.

Dat hangt nog in de lucht.
Dat is onzeker, maar staat wel te gebeuren.

Doen alsof iemand lucht is.
Iemand helemaal negeren.

Een gat in de lucht slaan.
Zeer verbaasd zijn, de handen in elkaar slaan van verbazing.

Een gat in de lucht springen.
Erg blij zijn.

Een luchtje scheppen.
Even naar buiten gaan.

Ergens een luchtje aan vinden zitten.
Iets verdacht vinden.

Ergens lucht van krijgen.
Iets te weten komen wat verborgen werd gehouden.

Gebakken lucht verkopen.
Verhalen vertellen die goed klinken maar feitelijk inhoudsloos zijn.

Het hart luchten.
Vertellen over persoonlijke problemen.

Naar lucht happen.
Buiten adem zijn.

Iemand niet kunnen luchten of zien.
Een grote hekel aan iemand hebben.

In de lucht vliegen.
Ontploffen.

In de open lucht zijn.
Buiten zijn.

Luchthartig zijn.
Doen alsof er geen probleem is.

Luchtkastelen bouwen.
Onrealistische plannen maken.

Uit de lucht gegrepen zijn.
Verzonnen zijn. Nergens op gebaseerd zijn.

Uit de lucht komen vallen.
Plotseling en onverwachts aanwezig zijn.

Uit de lucht zijn.
Niet meer te ontvangen zijn met een radio- of televisietoestel. Tegenwoordig ook: niet meer online zijn.

## luis
Een luis in de pels zijn.
Iemand voortdurend in de weg lopen. Iemand tegenwerken.

Iemand een luis in de pels zetten.
Het iemand lastig maken.

## maag
Iemand iets in de maag splitsen.
Iemand voor een probleem stellen.

Magen noch vrienden hebben.
Volledig geïsoleerd zijn. "Magen" heeft hier de betekenis "verwanten".

Met iets in de maag zitten.
Een probleem hebben.

Zand schuurt de maag.
Zie: zand.

## maan
Loop naar de maan!
Ga weg!

Het is naar de maan.
Het is kapot.

## maandag
Een blauwe maandag.
Zie: blauw.

## maat
De maat is vol.
Het wordt niet langer getolereerd.

Met twee maten meten.
Meer van een ander verwachten, dan je zelf bereid bent te geven.

Geen maat weten te houden.
Onbeheerst doorgaan waarmee ben begonnen is.

## malen
Ergens niet om malen.
Iets onbelangrijk vinden.

## man
De gaande en komende man.
Iedereen die komt opdagen.

Met man en muis vergaan.
Schipbreuk zonder overlevenden.

Zijn mannetje staan.
Op ferme wijze een taak vervullen. Kan ook gezegd worden van vrouwen, zoals in: "Ondanks het feit dat ze koningin was en vrouw stond ze toch haar mannetje." Cees Fasseur over koningin Wilhelmina.

## mand
Door de mand vallen.
Van een lager niveau blijken te zijn dan de buitenwereld tot dan toe had gedacht.

De rotte appels uit de mand halen.
De minder getalenteerde personen wegsturen, de minder goede dingen sorteren van de goede dingen.

## markt
Hij is van alle markten thuis.
hij weet overal raad op en heeft overal verstand van.

## melk
De melk kookt over.
Je hemd hangt uit je broek.

De melk optrekken.
Je woord terugnemen, je belofte niet helemaal vervullen.

Iets in de melk te brokkelen hebben.
Medezeggenschap hebben.

Van de melk zijn.
Van slag zijn, aangedaan zijn.

## mes
Onder het mes gaan.
Geopereerd worden.

Als een warm mes door de boter.
Erg gemakkelijk of geleidelijk.

Het mes snijdt aan twee kanten.
Nederland: Het levert dubbel voordeel op.
België: Er zijn niet alleen voordelen aan verbonden, je kan eender wat vanuit verschillende en zelfs tegengestelde standpunten bekijken.

Iemand het mes op de keel zetten.
Iemand tot iets dwingen.

Met het mes op tafel.
Fel, vijandig, bij onderhandelingen of een gesprek.

Met het mes tussen de tanden.
Tot alles bereid.

## metten
Korte metten maken (met...).
Snel en grondig een einde aan iets maken.
‘Dit drukt uit, iets haastig en terloops afdoen, gelijk de Monniken, die hunne metten (lectiones matutinae) uitrabbelen, om ras gedaan te hebben’ (Tuinman I, 26).

## midden
Het juiste midden vinden.
Een goed evenwicht vinden tussen twee tegengestelde aanpakken. Bijvoorbeeld, als het er om gaat hoeveel bevoegdheden de politie moet hebben om de rechtsstaat te handhaven.

Het maar in het midden laten.
Niet argumenteren.

## moeras
Het moeras insturen.
De verkeerde richting op sturen.

## molen
Door de molen halen.
Een zeer uitgebreide procedure doen ondergaan.

Dat is koren op zijn molen.
Hij zal dat meteen gebruiken als argument voor wat hij toch al wilde.

Met molentjes lopen.
Niet goed wijs.

Hij heeft een klap van de molen gekregen.
Hij is niet goed meer bij zijn verstand.

## mond
Een grote mond hebben of opzetten.
Brutaal zijn.

De mond snoeren.
Tot zwijgen brengen.

De mond voorbijpraten.
Per ongeluk en geheim verraden.

Ergens de mond van vol hebben.
Bijna onafgebroken over een onderwerp of gebeurtenis praten.

Goed zijn mond kunnen roeren.
Ervoor zorgen dat zijn mening wordt gehoord.

Iemand de woorden uit de mond halen.
Als in "je haalt me de woorden uit de mond". Je zegt precies wat ik denk.

Iemand naar de mond praten.
Iemand iets zeggen waarvan je weet dat hij het ermee eens is.
Instemmend reageren omdat het van je verwacht wordt.

Los in de mond zijn.
Zichzelf goed kunnen uitdrukken en gedachten kunnen verwoorden.

Met de mond vol meel praten.
Met omwegen praten, geen open discussie voeren.

Met de mond vol tanden staan.
Niet weten wat te zeggen.

Niet op de mond gevallen zijn.
Als in: "Zij is niet op haar mondje gevallen." Zij is goed in staat om zich met woorden te verdedigen. Zij praat veel.

## monnikenwerk
Zoiets is monnikenwerk.
Een saaie, harde, langdurige taak.
Een taak waar heel veel geduld bij komt kijken.
Zie ook de pagina over boeken in de middeleeuwen.

## moord
Moord en brand schreeuwen.
Veel misbaar maken, hard protesteren.

## mosterd
Hij weet waar Abraham de mosterd haalt.
Hij is een  slimme jongen.

Dat komt als mosterd na de maaltijd.
Dat komt op een moment dat het geen nut meer heeft.

## mouw
Daar valt wel een mouw aan te passen.
Daar is wel een oplossing voor te vinden.

Dat is een ánder paar mouwen.
Dat is een veel lastiger kwestie.

Iemand iets op de mouw spelden.
Iemand een onwaarheid aanpraten.

Iets uit zijn mouw schudden.
Nonchalant iets verzinnen, improviseren.

## mug
Van een mug een olifant maken.
Veel ophef maken over een onbetekenend probleem.

Met een kanon op een mug schieten.
Overdreven zware maatregelen nemen.

## mus
De mussen vallen (dood) van de daken.
Het is snikheet.

Een echte huismus.
Iemand die het thuis naar zijn zin heeft, geen uitgaanstype.

Iemand blij maken met een dode mus.
Iemand iets goeds in het vooruitzicht stellen, dat uiteindelijk waardeloos zal blijken te zijn.

## muur
De muren hebben oren.
Je weet niet wie er meeluistert.

Een muur van onbegrip.
Een hardnekkig gebrek aan begrip.

Een muurbloempje zijn.
Stil en teruggetrokken zijn.

Met de rug tegen de muur staan.
Geen mogelijkheid meer zien om een probleem op te lossen.

Tegen de muur zetten.
Doodschieten.

## muziek
Daar zit muziek in.
Daar liggen mogelijkheden.

Voor de muziek uitlopen.
Te vroeg tot handelen overgaan.

## naad
De pink aan of op de naad houden.
Zie: pink.

Het naadje van de kous willen weten.
Alle details willen weten.

Iemand in het naadgaren komen.
Iemand erg hinderen.

Iemand voor het naadgaren zetten.
Iemand voor de schulden laten opdraaien.

In de naad zitten.
Bang zijn.

Zijn eigen naad naaien.
Iets op zijn eigen manier uitvoeren; eigenwijs zijn.

Zijn naadje wel kunnen naaien.
Zijn geld weten te verdienen.

## naald
Heet van de naald.
Nog heel nieuw (van een product).

Door het oog van de naald kruipen.
Zie: oog.

## naam
Het mag geen naam hebben.
Het is onbetekenend (bv. een verwonding).

Wie de naam heeft, krijgt de daad.
Wie bekendstaat als misdadiger, krijgt de schuld.

## naatje
Dat is naatje.
Dat is waardeloos.
Zie Naatje van de Dam voor de oorsprong van deze uitdrukking,

## nat
Nog nat achter de oren zijn.
Wegens zijn/haar jeugd ergens geen ervaring mee hebben.

## Neck
Bij Neck om naar Den Haag.
Een onnodige omweg maken.

## nee
Nee heb je, ja kun je krijgen.
Je kunt het altijd proberen.

## nek
De nek uitsteken.
Risico nemen.

Uit zijn nek praten (kletsen).
Onzin verkopen.

Over zijn nek gaan.
Overgeven, braken, iets vies vinden.

Iemand met de nek aankijken.
Iemand niet als volwaardig beschouwen.

## net
Achter het net vissen.
Pech hebben, net een gelegenheid missen.

## neus
Het gaat aan zijn neus voorbij.
Hij loopt iets mis.

Een (goede) neus voor iets hebben.
Precies aanvoelen hoe iets moet of gaat.

Iemand bij de neus nemen.
Iemand voor de gek houden; iemand bedriegen.

Iemand met de neus op de feiten drukken.
Iemand iets zó onder de aandacht brengen, dat hij het niet langer kan negeren.

Zijn neus voor iets ophalen.
Iets minderwaardig achten.

Een frisse neus halen.
Naar buiten gaan.

Het neusje van de zalm.
Het beste deel.

Met zijn neus in de boter vallen.
Precies op het juiste moment ergens aanwezig zijn.

Doen alsof je neus bloedt.
Doen alsof men nergens van afweet.

Zijn neus overal insteken.
Zich overal mee bemoeien.

Zijn neus in andermans zaken steken.
Zich bemoeien met zaken die je niet aangaan.

Niet verder kijken dan zijn neus lang is.
Kortzichtig zijn.

## nippertje
Dat was op het nippertje.
Dat is maar net gelukt.

## nood
Van de nood een deugd maken.
Zich schikken in het onvermijdelijke.

## noot
Veel noten op zijn zang hebben.
Veeleisend zijn.

Een harde noot kraken.
Een moeilijk probleem oplossen of een lastige onderwerp bespreken.

## nul
Uit het jaar nul.
Volkomen ouderwets, achterhaald, uit de mode (bv. 'Dat hoedje van tante Petronella komt echt uit het jaar nul.').

## nummer
Iemand op zijn nummer zetten.
Iemand zeer nadrukkelijk op zijn fouten wijzen, op een wijze die voor die persoon beschamend is.

## olie
Olie op de golven gooien.
De gemoederen kalmeren.

Het is olie op het vuur.
Een reeds zeer gespannen situatie wordt door één extra gebeurtenis of opmerking tot een uitbarsting gebracht.

Het werkt als Haarlemmerolie.
Iets wat overal voor te gebruiken is.

## onderspit
Het onderspit delven.
Er het ongunstigst aan toe zijn.

## ongeluk
Zich een ongeluk lachen.
Hetzelfde als 'In een deuk liggen', niet meer bijkomen van het lachen.

## ons
Ons kent ons.
Betrekkelijk afgesloten clubje mensen dat onderling de zaken regelt.

Wachten tot je een ons weegt.
Onmogelijk lang wachten.

## onschuld
De vermoorde onschuld spelen.
Net doen alsof je van niets weet.

## oog
Iets/iemand op het oog hebben.
Voor zichzelf al iets/iemand hebben uitgekozen.

Hoge ogen gooien.
Geluk hebben.
(De ogen zijn de stippen op dobbelstenen. Dubbel zes wint altijd.)

Een oogje op iemand hebben.
Tedere, mogelijk verliefde, gevoelens voor iemand koesteren.

Een oogje dichtdrukken.
Niet optreden tegen iets wat eigenlijk niet mag. Iets gedogen.

Een oogje toeknijpen.
idem.

Door het oog van een naald gekropen.
Ternauwernood ontsnapt aan gevaar.
(Herkomst: het oog van een naald was een nauwe poort in een oude middeleeuwse oosterse stadsmuur, die gebruikt werd nadat de stadspoorten waren gesloten 's avonds. Jezus gebruikte deze uitdrukking toen hij zei dat het gemakkelijker is voor een kameel om door het oog van een naald te gaan, dan voor een rijke om in de hemel te komen (Mattheus 19:24).)

Ergens oog voor hebben.
Iets waarderen.

Iemand de ogen uitsteken.
Iemand jaloers maken door de aandacht te vestigen op iets wat men heeft, en wat de ander ontbreekt.

Zijn ogen niet in zijn zak hebben.
Opmerkzaam zijn.

Je ogen uitkijken.
Het prachtig vinden om iets te zien.

## oor (lichaamsdeel)
Nog nat/niet droog achter de oren zijn.
Nog groen achter de oren zijn.
Nog uiterst onervaren zijn, zodat men er niet over mee kan praten.

Zich achter de oren krabben.
Door een onverwachte, zorgelijke ontwikkeling tot nadenken gestemd zijn.

Op een oor na gevild.
Bijna gereed.

Iemand een oor aannaaien.
Iemand oplichten.

Er wel oren naar hebben.
Wel zin hebben in een voorstel.

Iemand de oren wassen.
Iemand bestraffend toespreken.

Op twee oren slapen.
Je mag gerust zijn.

## oortje (munt)
Hij kijkt of hij zijn laatste oortje versnoept heeft.
Hij kijkt heel ongelukkig.

Hij zou een oortje in vieren bijten.
Hij is erg gierig.

## oud
Hoe ouder, hoe gekker.
Oude mensen kunnen soms vreemd doen. Werd vroeger gezegd van Brabanders:"De Brabanders dat alder vriendelicste volc, zijn altijts vrolick. Waer wt dat ghemeyn spreecwoort coemt, De Brabander hoe ouder hoe sotter. Hollanders worden om hare eenuoudicheyt ende ongeueynsde manieren mal ghenoemt op schimpsche wijse Hollant dollant." Het Lof der Sotheyt, p. 22r, 1560, vertaling van Moriae encomium van Erasmus.)

Oud en der dagen zat zijn.
Het leven moe zijn. Ontleend aan de Bijbel, Gen. 35:29.

Zo oud als Metusalem zijn.
Heel erg oud zijn. Ontleend aan de Bijbel:"Zo waren al de dagen van Metuselach negenhonderd negenenzestig jaar; en hij stierf." (Gen. 35:29, NBG-vertaling 1951.)

## overstag
Overstag gaan.
Zich ten slotte toch laten overreden om aan een verzoek te voldoen. Een andere weg inslaan.